# Beltramino
Beltramino je priimek več oseb:    
- Attilio Beltramino, tanzanijski rimskokatoliški škof
- Juan Carlos Beltramino, argentinski veleposlanik